# Solovej (film)
Solovej (Соловей) è un film del 1979 diretto da Nadežda Nikolaevna Koševerova.

## Trama
Il film racconta di un povero operaio che incontra un mago che cambia istantaneamente la sua vita e diventa l'erede al trono.